# Halichondria lutea
Halichondria lutea är en svampdjursart som beskrevs av Pedro M. Alcolado 1984. Halichondria lutea ingår i släktet Halichondria och familjen Halichondriidae.
Artens utbredningsområde är Kuba. Inga underarter finns listade i Catalogue of Life.